# Чейз-Кроссінг (Вірджинія)
Чейз-Кроссінг (англ. Chase Crossing) — переписна місцевість (CDP) в США, в окрузі Аккомак штату Вірджинія. Населення — 335 осіб (2020).

## Географія
Чейз-Кроссінг розташований за координатами 37°45′37″ пн. ш. 75°39′57″ зх. д. / 37.76028° пн. ш. 75.66583° зх. д. (37.760332, -75.665700).  За даними Бюро перепису населення США в 2010 році переписна місцевість мала площу 2,14 км², уся площа — суходіл.

## Демографія
Згідно з переписом 2010 року, у переписній місцевості мешкало 377 осіб у 107 домогосподарствах у складі 85 родин. Густота населення становила 176 осіб/км².  Було 128 помешкань (60/км²).
Расовий склад населення:
| - 39,0 % — білих - 33,2 % — чорних або афроамериканців - 1,6 % — корінних американців - 0,5 % — вихідців з тихоокеанських островів - 24,1 % — осіб інших рас |

До двох чи більше рас належало 1,6 %. Частка іспаномовних становила 60,5 % від усіх жителів.
За віковим діапазоном населення розподілялося таким чином: 34,0 % — особи молодші 18 років, 62,0 % — особи у віці 18—64 років, 4,0 % — особи у віці 65 років та старші. Медіана віку мешканця становила 26,6 року. На 100 осіб жіночої статі у переписній місцевості припадало 121,8 чоловіків;  на 100 жінок у віці від 18 років та старших — 116,5 чоловіків також старших 18 років.
Середній дохід на одне домашнє господарство  становив 44 039 доларів США (медіана — 47 125), а середній дохід на одну сім'ю — 58 845 доларів (медіана — 48 689). 
Цивільне працевлаштоване населення становило 161 осіб. Основні галузі зайнятості: сільське господарство, лісництво, риболовля — 32,3 %, будівництво — 25,5 %, виробництво — 17,4 %, науковці, спеціалісти, менеджери — 14,3 %.